# Amalfikust
De Amalfikust of Amalfitaanse kust (Italiaans: Costiera amalfitana) is een deel van de kust van de Italiaanse regio Campania, gelegen aan de zuidkant van het Schiereiland van Sorrento. Het gebied loopt van Positano in het westen tot aan Vietri sul Mare in het oosten. De Amalfikust wordt vanwege natuurschoon en cultuurgeschiedenis beschouwd als een van de mooiste kusten ter wereld. Ze staat op de werelderfgoedlijst van UNESCO.
De kust ontleent zijn naam aan het stadje Amalfi, dat niet alleen geografisch, maar ook historisch de kern van het gebied is.
Aan de Amalfikust en op het schiereiland Torrentino (Turentum) bouwden rijke Romeinen vanaf de 1e eeuw v.Chr. grote villa's voor hun zomervakanties.

## Interessante plaatsen
- Amalfi met de Duomo di Amalfi
- Atrani met de kerken San Salvatore del Birecto en de Santa Maria Maddalena
- Cetara
- Conca dei Marini met Grotta dello Smeraldo en Chiesa Patronale di San Giovanni Battista
- Furore
- Maiori met de kerk Collegiata di Santa Maria a mare en Castello di San Nicola de Thoro Plano
- Minori met de kerk Basilica di Santa Trofimena en Villa romana
- Positano met de kerk Chiesa dell'Assunta, het archipel Li Galli en het wandelpad der goden Sentiero degli Dei
- Praiano met de kerk San Luca en San Gennaro
- Ravello met de kerk Duomo di Ravello, Villa Cimbrone en Villa Rufolo
- Scala
- Tramonti
- Vietri sul Mare

## Verkeer en vervoer
De Amalfikust is bereikbaar vanaf Napels via de A3 en de ex-SS18 en vanaf Salerno via de A2. Dichtstbijzijnde luchthaven is de Luchthaven Napels. Langs de Amalfikust rijden bussen en varen ferries. Ook zijn er vanuit diverse plaatsen zoals Positano en Amalfi bootexcursies te maken.
Langs de kust loopt de 80 kilometer lange Strada Statale 163 die lokaal de Amalfitana wordt genoemd. Deze weg loopt voor een groot deel hoog door uitgehakte delen van de rotskust en tunnels en is een toeristische attractie. De weg loopt van Salerno via Positano en het laatste stuk binnendoor naar Sorrento alwaar men de boot naar Capri kan nemen.

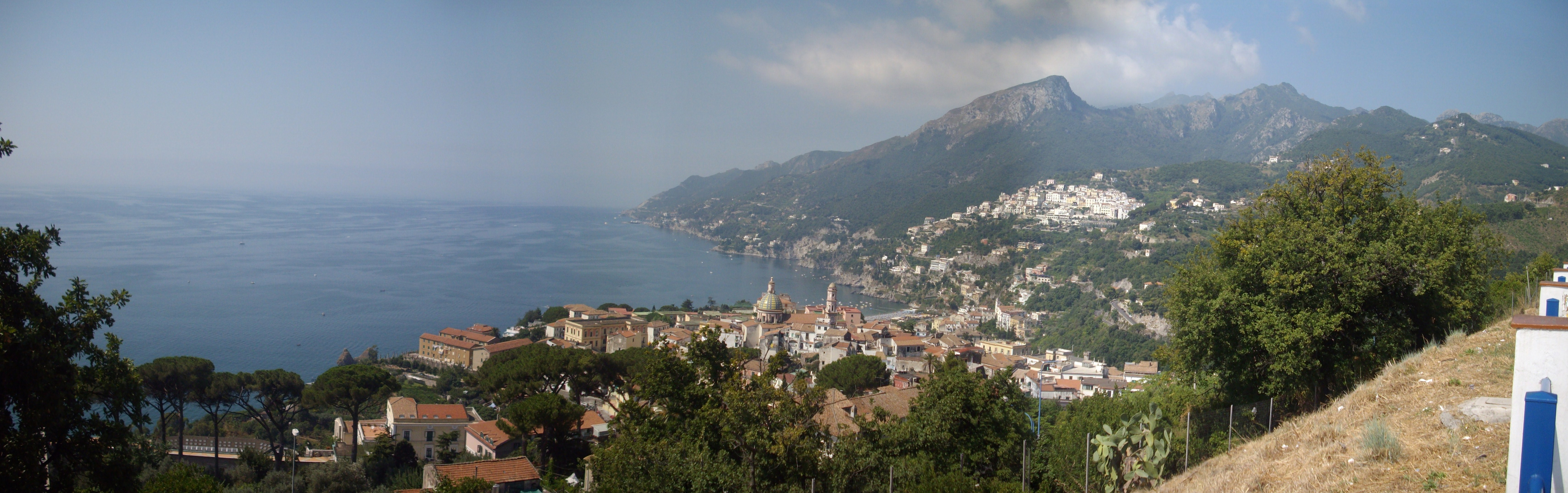
Panorama van de Amalfikust bij Vietri sul Mare

Rotstekeningen van Valcamonica · Kerk en dominicanenklooster van Santa Maria delle Grazie met "Het Laatste Avondmaal" van Leonardo da Vinci · Historisch centrum van Rome, de bezittingen van de Heilige Stoel in die stad met speciale territoriale rechten en Sint-Paulus buiten de Muren · Historisch centrum van Florence · Venetië met zijn lagune · Domplein van Pisa · Historisch centrum van San Gimignano · Sassi en het park met de rotskerken van Matera · Vicenza en de Palladiaanse villa's in Veneto · Historisch centrum van Siena · Historisch centrum van Napels · Crespi d'Adda · Ferrara, stad van de renaissance in de Po-delta · Castel del Monte · Trulli van Alberobello · Vroeg-christelijke monumenten van Ravenna · Historisch centrum van Pienza · 18e-eeuws Koninklijk Paleis van Caserta met park, aquaduct van Vanvitelli en San Leuciocomplex · Residenties van het Koninklijk Huis van Savoye · Botanische tuin in Padua · Porto Venere, Cinque Terre en de eilanden Palmaria, Tino en Tinetto ·  Kathedraal, Torre Civica en Piazza Grande, Modena · Archeologisch Pompeï, Herculaneum en Torre Annunziata · Amalfitaanse kust · Archeologisch Agrigento · Villa Romana del Casale · Nuraghe Su Nuraxi bij Barumini · Nationaal park Cilento, Vallo di Diano e Alburni met archeologisch Paestum en Velia en Kartuizerklooster San Lorenzo · Historisch centrum van Urbino · Archeologische opgravingen en Patriarchale Basiliek van Aquileia · Villa Adriana, Tivoli · Eolische Eilanden · Assisi, Sint-Franciscusbasiliek en andere franciscaanse locaties · Verona · Villa d'Este, Tivoli · Laatbarokke steden in het Val di Noto (Zuidoost-Sicilië) · Heilige bergen · Monte San Giorgio · Etruskische begraafplaatsen van Cerveteri en Tarquinia · Val d'Orcia · Syracuse en de rotsnecropolis van Pantalica · Genua: Le Strade Nuove en het systeem van de Palazzi dei Rolli · Oude en voorhistorische beukenbossen van de Karpaten en andere regio's van Europa · Mantua en Sabbioneta · Rhätische Bahn in het Albula/Bernina-landschap · Dolomieten · Longobarden in Italië. Plaatsen van macht (568-774 na Christus) · Prehistorische paalwoningen in de Alpen · Etna · Villa's en tuinen van de Medici in Toscane · Wijngaardlandschap van Piëmont: Langhe-Roero en Monferrato · Arabisch-Normandisch Palermo en de kathedralen van Cefalù en Monreale · Venetiaanse verdedigingswerken van de 15e tot 17e eeuw: Stato da Terra - westelijke Stato da Mar · Ivrea, industriestad van de 20e eeuw · De prosecco-heuvels van Conegliano en Valdobbiadene · Historische kuuroorden van Europa (Montecatini Terme) · Padua's 14e-eeuwse frescocycli · De portieken van Bologna · Via Appia. Regina viarum
- Gemeinsame Normdatei: 7683922-9
- Virtual International Authority File: 248770756